# سفارة إندونيسيا في باريس
سفارة إندونيسيا في فرنسا هي التمثيلية الرسمية وسفارة إندونيسيا في فرنسا. بجانب السفارة، إندونيسيا لديها قنصليتين في كل من مارسيليا ونوميا عاصمة كاليدونيا الجديدة.

## مقالات ذات صلة
- سفارة إندونيسيا في ويندهوك
- سفارة إندونيسيا في كانبرا